# برود بای والمرود
برود بای والمرود (به آلمانی: Berod bei Wallmerod) یک شهر در آلمان است که در وستروالدکرایس واقع شده‌است.